# Campos de Júlio
Campos de Júlio es un municipio brasilero del estado de Mato Grosso. Se localiza a una latitud 13º53'58" sur y a una longitud 59º08'51" oeste. Su población estimada en 2004 era de 3845 habitantes. El municipio fue creado en 1994, tras separarse de Comodoro.
Limita al este con los municipios de Sapezal y de Tangará de la Sierra, al sur por Puentes y Lacerda y al oeste por Nueva Lacerda y Comodoro.
Posee un área de 6489,51 km².